# Smash (série de televisão)
Smash é uma série musical criada por Theresa Rebeck e produzida por Steven Spielberg. Estreou no dia 6 de fevereiro de 2012 na emissora americana NBC.

## Sinopse
A série se desenvolve ao redor de um grupo de atores que se juntam para produzir um musical da Broadway sobre Marilyn Monroe. Mas, antes que isso aconteça, as pessoas que participarão do projeto, deverão lidar com suas vidas pessoais. A série contou com músicas originais compostas por Marc Shaiman e Scott Wittman. A série foi cancelada em sua segunda temporada, que contou com novos personagens e uma nova história.

## Elenco e personagens
- Debra Messing como Julia Houston,[5] uma compositora e co-escritora do musical.
- Jack Davenport como Derek Wills,[5] o brilhante (e mulherengo) diretor do musical, que está esperando por um breakout com o musical mesmo que isso signifique colocar a liderança em uma posição comprometedora.
- Katharine McPhee como Karen Cartwright,[5] uma atriz que faz uma audição bem sucedida e se torna a favorita para o papel de Marilyn Monroe.
- Christian Borle como Tom Levitt,[5] Co-escritor de Julia e parceiro no projeto.
- Megan Hilty como Ivy Lynn,[5] uma atriz veterana que competirá pelo papel de Marilyn Monroe.
- Raza Jaffrey como Dev Sundaram,[5] Namorado de Karen, que trabalha no gabinete do prefeito
- Brian D'Arcy James como Frank Houston,[5] marido de Julia, que não gosta de teatro ou qualquer outra coisa que ela trabalha com Tom.
- Jamie Cepero como Ellis Tancharoen,[5][6] Assistente pessoal de Tom.
- Anjelica Huston como Eileen Rand,[5] produtora do musical, que está lidando com o processo de divórcio de seu marido, o que poderia ameaçar o musical.

## Recorrente
- Michael Cristofer como Jerry, Futuro ex-marido de Eileen e antigo parceiro na produção de musicais. Várias de suas cenas na série envolvem Eileen jogando drinks em sua cara.
- Will Chase como Michael Swift, um ator de musical e paixão antiga de Julia.[7] interpretando em Bombshell o papel de Joe DiMaggio.[8]
- Wesley Taylor como Bobby, um membro do coral que não tem medo de dizer o que está em sua mente.[9]
- Grace Gummer como a filha de Eileen e Jerry.[10]
- Savannah Wise como Jessica, uma dançarina e membro do ensemble que se torna amiga de Karen.[11]
- Phillip Spaeth como Dennis,[12] um membro do ensemble com quem Tom teve um caso.
- Uma Thurman em uma participação de cinco episódios como Rebecca Duvall[13] uma grande estrela do cinema que quer estrelar Marilyn.[14]
- Thorsten Kaye como Nick, um bartender que flerta com Eileen.[15]
- Joshua Bergasse as Josh, the assistant choreographer of Marilyn.
- Emory Cohen como Leo Houston, o filho de Julia e Frank.
- Maddie Corman como Rene Walters, uma mulher que trabalha na agência de adoção trabalhando com os Houstons para adoção de um bebê da China.
- Finnerty Steeves como Moira, membro do ensemble que trabalha em Marilyn.
- Becky Ann Baker como a mãe de Karen.
- Dylan Baker como Roger Cartwright, pai de Karen.
- Jennifer Ikeda as Lianne, uma garçonete que trabalha no mesmo restaurante que Karen.
- Eisa Davis como Abigial, Advogada de Eileen para o divórcio.

## Produção

### Concepção
Desenvolvido inicialmente em 2009 pela Showtime pelo até então Presidente de Entretenimento Robert Greenblatt e Steven Spielberg, de uma ideia de Spielberg, que já vinha trabalhando na história há anos. O conceito original foi que cada temporada acompanharia a produção de um novo musical, sendo que ao final da produção de cada musical na série, a produção poderia ir para a Broadway. A série foi principalmente inspirada por The West Wing e Upstairs, Downstairs. Greenblatt trouxe logo depois o projeto com ele para a NBC, quando ele se tornou o Presidente de Entretenimento da mesma em Janeiro de 2011. Theresa Rebeck escreveu o piloto e é a criadora da série. Os produtores Executivos Craig Zadan e Neil Meron sugeriu a série para Spielberg e Greenblatt. Assim, NBC encomendou a produção de um piloto em Janeiro de 2011 para a Summer Season 2011-12 television season.
Michael Mayer dirigiu o episódio piloto, com Spielberg como produtor executivo. Tem sido dito que o piloto custou $7.5 milhões. Em 11 de Maio de 2011, NBC escolheu o projeto para entrar na sua programação. Quando a empresa anunciou sua programação de estreias de 2011/12 em 15 de Maio de 2011, a série estava para estrear na mid-season. NBC optou por essa data para que sua estreia coincidisse com seu reality show The Voice nas noites de segunda. Em Agosto de 2011, foi anunciando que o a data de estreia seria 6 de Fevereiro de 2012, uma noite após Super Bowl XLVI, com propaganda pesada durante o inverno em diversos meios de comunicação antes da estreia. Na NBC Press Tour, foi anunciado que que Smash teria 15 episódio produzidos para a primeira temporada para coincidir com The Voice.

### Equipe
A série é de produção da Universal Television em associação com DreamWorks. Theresa Rebeck  é a criadora, assim como a escritora do episódio piloto. A série tem um número grande de produtores executivos, incluindo Steven Spielberg, Craig Zadan, Neil Meron, Rebeck, Darryl Frank and Justin Falvey. Marc Shaiman e Scott Wittman são compositores e produtores executivos.

### Música
No dia 09 de junho de 2011, a NBC anunciou um acordo com a Columbia Records para a distribuição da trilha sonora da primeira temporada da série. O acordo dá a Columbia Records do mundo inteiro os direitos da primeira temporada, com opção de renovar para as temporadas subsequentes. O acordo inclui tanto canções originais escritas para a série como covers.

## Recepção da crítica
Smash foi um dos oito homenageados na categoria "Série estreante mais excitante" ("Most Exciting New Series") categoria do Critics' Choice Television Awards, votado por jornalistas. Em sua 1ª temporada, com base de 32 avaliações profissionais, alcançou uma pontuação de 79% no Metacritic. Por votos dos usuários do site, atinge uma nota de 8.0, usada para avaliar a recepção do público.

## Pré-lançamento
Devido às críticas positivas em torno do show, a NBC decidiu liberar o acesso ao episódio piloto através de várias plataformas. De 15 a 30 de janeiro de 2012, o show foi exibido em voos da American Airlines. De 16 de janeiro a 06 de fevereiro o show foi oferecido gratuitamente pelo iTunes, Amazon Video on Demand, Xbox, Zune, PlayStation, Samsung MediaHub, e Vudu. De 23 janeiro a 6 fevereiro de 2012, foi transmitido online no NBC.com e hulu.

## Distribuição internacional
| País           | Canal                 | Data de estreia         |
| -------------- | --------------------- | ----------------------- |
| Brasil         | Universal Channel     | 28 de março 2012        |
| Brasil         | Rede Record           | 02 de abril 2013        |
| Brasil         | Studio Universal      | 02 de junho 2013        |
| Portugal       | TV Séries             | 15 de fevereiro de 2012 |
| Reino Unido    | Sky Atlantic          | Início de 2012          |
| Canada         | CTV                   | 6 de fevereiro de 2012  |
| Australia      | W                     | 27 de fevereiro de 2012 |
| Estados Unidos | NBC                   | 06 de fevereiro de 2012 |
| Asia           | Diva Universal (Asia) | Início de 2012          |